# Municipio de Keener (Arkansas)
El municipio de Keener (en inglés: Keener Township) es un municipio ubicado en el condado de Scott en el estado estadounidense de Arkansas. En el año 2010 tenía una población de 142 habitantes y una densidad poblacional de 5,89 personas por km².

## Geografía
El municipio de Keener se encuentra ubicado en las coordenadas 34°49′25″N 93°59′43″O / 34.82361, -93.99528. Según la Oficina del Censo de los Estados Unidos, el municipio tiene una superficie total de 24.11 km², de la cual 24,03 km² corresponden a tierra firme y (0,34 %) 0,08 km² es agua.

## Demografía
Según el censo de 2010, había 142 personas residiendo en el municipio de Keener. La densidad de población era de 5,89 hab./km². De los 142 habitantes, el municipio de Keener estaba compuesto por el 88,73 % blancos, el 3,52 % eran amerindios y el 7,75 % eran de una mezcla de razas. Del total de la población el 3,52 % eran hispanos o latinos de cualquier raza.